# Хвощі (Нижньогородська область)
Хвощі (рос. Хвощи) — присілок в Вачському районі Нижньогородської області Російської Федерації.
Населення становить 1 особу. Входить до складу муніципального утворення Чулковська сільрада.

## Історія
Від 2009 року входить до складу муніципального утворення Чулковська сільрада.

## Населення
| 1859 | 1905 | 1926 | 1999 | 2002 | 2010 |
| ---- | ---- | ---- | ---- | ---- | ---- |
| 185  | ↘153 | ↗216 | ↘7   | ↗8   | ↘1   |